# Odaline de la Martinez
Odaline de la Martinez, née le 31 octobre 1949 à Matanzas (Cuba), est une compositrice et cheffe d'orchestre cubano-américaine, résidant actuellement au Royaume-Uni. Elle est la directrice artistique de Lontano, un ensemble de musique contemporaine basé à Londres qu'elle a cofondé en 1976 avec la flûtiste néo-zélandaise Ingrid Culliford. Elle est la première femme à avoir dirigé les BBC Promenade Concerts (the Proms) en 1984. En plus de ses fréquentes apparitions en tant que cheffe d'orchestre invitée avec des orchestres de premier plan dans toute la Grande-Bretagne, y compris tous les orchestres de la BBC, elle a dirigé plusieurs ensembles de premier plan à travers le monde, dont l'Ensemble 2e2m à Paris ; l'Orchestre symphonique de Nouvelle-Zélande ; l'Australian Youth Orchestra (en) ; l'OFUNAM et la Camerata des Amériques au Mexique ; et l'Orchestre de chambre de Vancouver. Elle est également connue comme animatrice pour la radio et la télévision de la BBC et a beaucoup enregistré pour plusieurs labels.

## Biographie

### Enfance et formation
Odaline de la Martinez naît en 1949 à Matanzas et grandit à Jovellanos, une ville productrice de canne à sucre de la même province. Après l'invasion de la baie des Cochons en 1961, ses parents décident de l'envoyer, elle et sa sœur, vivre avec leur tante et leur oncle aux États-Unis. Elle s'inscrit à l'université Tulane, à la Nouvelle-Orléans, où elle étudie la musique et les mathématiques, obtenant son diplôme summa cum laude en 1972. Elle reçoit plusieurs récompenses après l'obtention de son diplôme - une bourse Marshall du gouvernement britannique et une bourse Danforth et Watson - qui lui permettent de poursuivre ses études à la Royal Academy of Music, où elle étudie la composition avec Paul Patterson et le piano avec Else Cross. Elle y fonde l'ensemble Lontano en 1976 avec Ingrid Culliford.

### Premières compositions
Avec Lontano, elle dirige en 1985 la première de The Consolations of Scholarship de Judith Weir à l'université de Durham (elle l'enregistre ensuite avec Linda Hirst en 1989).
En 1976, elle étudie la composition et démarre un doctorat en musique électronique à l'université de Surrey sous la direction de Reginald Smith Brindle (en), où elle obtient son MMus en 1977. Elle reçoit par la suite le prix de compositeur de l'American National Endowment for the Arts (en 1979) et une bourse Guggenheim (en 1980). Elle compose son premier opéra Sister Aimee: An American Legend en 1984, avec un livret de John Whiting. Sister Aimee est créé à l'université Tulane en 1984, suivi de deux autres représentations au Royal College of Music en 1987 et au College of Marin (en), Californie, en 1995.

### Carrière
Dans les années quatre-vingt, Odaline de la Martinez anime une émission sur BBC Radio Three.
En 1984, Martinez devient la première femme à diriger un BBC Promenade Concert au Royal Albert Hall. En 1987, elle reçoit la médaille Villa Lobos du gouvernement brésilien pour sa défense de la musique de Heitor Villa Lobos et d'autres compositeurs brésiliens. Son engagement continu à présenter la musique d'Amérique latine au public britannique et européen l'amène en 1989 à coréaliser avec Eduardo Mata VIVA!, un festival de musique latino-américaine, au South Bank Centre de Londres. En 1990, elle est nommée membre de la Royal Academy of Music et en 1992, elle fonde LORELT (Lontano Records Limited) dans le but de promouvoir le travail de compositeurs vivants, de compositeurs latino-américains de toutes les époques et de compositrices. Le label a depuis sorti plus de 30 CD acclamés par la critique.
Au cours de l'été 1994, Martinez dirige aux BBC Proms la première de The Wreckers d'Ethel Smyth, plus tard publié sur CD par Conifer Records. Un enregistrement sur CD de la musique orchestrale de Smyth pour Chandos Records suit, tout comme en 2016 le premier enregistrement complet par Retrospect Opera de The Boatswain's Mate. Elle enregistre ensuite la Fête Galante de Smyth, également avec le Retrospect Opera, en août 2016.
Après une interruption de près de 10 ans, Martinez recommence à composer. En 1998, elle écrit la musique d'une pièce radiophonique commandée par BBC Radio 4, suivie des Variations Hansen pour piano en 1999, commandées par le département de musique de l'université Tulane. En 2008, elle achève son deuxième opéra, Imoinda, sur un livret de Joan Anim-Addo (en), portant sur l'esclavage et le début de la culture afro-caribéenne. L'opéra est donné en ouverture du septième London Festival of American Music en février et mars 2019.
À l'automne 2006, avec l'ensemble Lontano, elle fonde le London Festival of American Music visant à présenter au public britannique un plus large éventail d'œuvres de compositeurs contemporains américains et basés aux États-Unis. Le festival a lieu tous les deux ans. Plusieurs œuvres majeures sont créées au Royaume-Uni, notamment des œuvres de John Harbison, Marjorie Merryman (en), Daniel Asia, Peter Child (en) et Roberto Sierra.
En 2014, le Yale Club of London mentionne qu'Odaline de la Martinez est l'« une des musiciennes les plus dynamiques et les plus talentueuses de Grande-Bretagne ».

## Récompenses
- Bourse Marshall du gouvernement britannique et bourse Danforth et Watson
- Prix de l'American National Endowment for the Arts (1979)
- Bourse Guggenheim (1980)[3]
- Prix Artijus pour sa contribution à la musique hongroise (1984)[5]
- Médaille Villa Lobos du gouvernement brésilien (1988)[5]
- Doctorat honoraire et Lifetime Achievement Award de l'université de Surrey (2020)[10]

## Liste d'œuvres

### Opéras

#### Sister Aimee: An American Legend(1978-1983) [90']
Pour mezzo-soprano, ténor, baryton, chœur, cordes, quintette de cuivres
Créé à l'université Tulane en avril 1984 pour célébrer le 150e anniversaire de l'université. La première au Royaume-Uni a eu lieu au Royal College of Music de Londres en juin 1987, et l'œuvre a également été jouée au Marin College, en Californie, en 1995.

#### Imoinda: A Story of Love and Slavery(2006-2018) [1'45']
La trilogie complète est créée en février-mars 2019 à The Warehouse, Londres, dans le cadre du 7e London Festival of American Music. Les opéras peuvent être exécutés individuellement ou ensemble.

##### Partie I: Imoinda (2006) [45']
Soprano, mezzo-soprano, 2 ténors, baryton, ensemble voix mixte, cordes, 4 percussionnistes
Une vidéo de scènes sélectionnées d'Imoinda a été filmée en 2015 avec une bourse Opera America pour les compositrices.

##### Partie II :The Crossing (2013) [28']
Soprano, ténor, chœur, cordes, 3 percussionnistes
Commandé et créé par l'université Tulane en 2014 avec le Xavier University Choir et les solistes du Louisiana Philharmonic. La première au Royaume-Uni a lieu en novembre 2014 au 6e Festival de musique américaine de Londres, interprétée par Eclectic Voices et Lontano Ensemble.

##### Partie III: Plantation (2018) [37']
Soprano, mezzo-soprano, ténor, chœur, cordes, 4 percussionnistes
Créé au 7e Festival de musique américaine de Londres en 2019 par le Lontano Ensemble, les solistes et l'ensemble vocal du Festival.

### Musique de chambre

#### Litanies (1981)
Harpe, flûte, trio de cordes
Créé par Lontano au Wigmore Hall de Londres, 1981, et diffusé par la BBC. Créé aux États-Unis par le Pittsburgh New Music Ensemble. Également joué dans le cadre de la tournée irlandaise Lontano en 1987.

#### Suite pour violoncelle et cor anglais (1982)
Violoncelle, cor anglais
Commandé et créé par le duo McGrath au St George's Hanover Square à Londres en juin 1982.

#### Canciones (1983)
Voix, percussions, piano
Commandé et créé par Janis Kelly et Simon Limbrick avec Timothy Barrett au Wigmore Hall en mai 1983. Tournée avec Lontano pour Eastern Arts (Royaume-Uni), au Canada, et diffusée par la CBC.

#### Quatuor à cordes (1984)
Quatuor à cordes
Commandé par le Roth Quartet avec des fonds du Arts Council of Great Britain et créé par eux à la Purcell Room en janvier 1985.

#### Chants d'amour (1985)
Soprano, violon, alto, violoncelle, piano
Commandé par le Chester Festival et créé par Domus en juillet 1985.Interprété par la suite par Lontano à l'Akademie der Bildenden Kunste Berlin et au St John's Smith Square à Londres. Première américaine au Merkin Hall de New York en 1990.

### Œuvres chorales (a cappella)

#### Misa breve afrocubana (1975)
Soprano, alto, ténor, basse
Version révisée d'un ouvrage antérieur. Créé à l'origine par le Choir of Palo Verde High School à Tucson, Arizona en 1966. La version révisée est interprétée par le Chœur de la Royal Academy of Music de Londres, dirigé par Michael Procter en 1975.

#### A las cinco de la tarde (1972/2018)
3 sopranos, 2 altos, 2 ténors, 3 basses
D'après un poème du même titre de Federico García Lorca. Interprété par le Chœur de la Royal Academy of Music, Londres, 1972, dirigé par Michael Procter, et révisé en 2018.

#### Ô Absalon (1977)
Contre-ténor, 2 ténors, baryton, basse
Créé par le Michael Procter Consort au Seven Oaks Festival en mai 1977.

#### Two American Madrigals (1978)
Chorale
Sur deux poèmes d'Emily Dickinson. Commandé pour le Cork International Choral and Folk Dance Festival en 1978 par le Ruth Drady Memorial Trust, et créé par l'Oxford Schola Cantorum. Enregistré par les BBC Singers pour BBC Radio 3.

### Œuvres chorales (chœur et ensemble)

#### Psaumes (1977)
Soprano, alto, ténor, basse, quintette de cuivres, timbales, orgue électrique
Créé à l'Université Western Washington en novembre 1977. Première britannique tenue à St John's Smith Square à Londres par la chorale de l'université de Surrey.

### Œuvres chorales (chœur et orchestre à cordes)

#### The Crossing (2013) [28']
Soprano, ténor, chœur, cordes, 3 percussionnistes
Issu de l'opéra Imoinda. Commandé et créé par l'université de Tulane en 2014, avec le Xavier University Choir et les solistes du Louisiana Philharmonic. Première britannique tenue en novembre 2014 au 6e Festival de musique américaine de Londres, interprétée par Eclectic Voices et Lontano.

### Orchestre à cordes

#### Five Russian Songs (1987)
Soprano, orchestre à cordes
Commandé par le Covent Garden Festival avec des fonds de London Arts et créé par le London Chamber Symphony en septembre 1987.

### Orchestre

#### Suite de 'Imoinda' (2018)
2 flûtes, 2 hautbois, 2 clarinettes, 2 bassons, 2 cors, 4 percussions, cordes
Financé par une subvention de la Fondation Cintas.

### Solos et duos

#### Little Piece(1975) [3']
Flûte seule
Créé par Judith Pearce à la Dartington Summer School en 1976. Joué en Israël et diffusé en Nouvelle-Zélande par Ingrid Culliford.

#### EOS pour orgue solo (1976)
Orgue, assistant
Créé par Susan Heath à l'église St Bride, Londres et joué à la cathédrale de Coventry.

#### After Sylvia (1976)
Soprano, piano
Sur des poèmes de Sylvia Plath. Première au Festival ISME à Montreaux, Suisse. Diffusé par la BBC. Réalisé et diffusé en Roumanie et à Belgrade, en Yougoslavie. Première américaine en 2018 à l'université de l'Illinois, Urbana-Champaign. Également joué en 2019 à la Florida International University, à Miami, et par North/South Consonance à la Christ & St Stephen's Church à New York.

#### A Moment’s Madness (1977)
Flûte, (intérieur du) piano
Créé au Carnegie Recital Hall, New York, par Lyn McLarin et Jonathan Rutherford en novembre 1977. Première britannique au Purcell Room par Ingrid Culliford. Diffusé par Radio Belgrade.

#### Improvisations (1977)
Violon seul
Créé en octobre 1978 au Festival des Arts d'Istanbul. Première britannique lors d'un concert SPNM en 1980 par Irvine Arditi.

#### Color Studies (1978)
Piano seul
Commandé par Eleanor Alberga avec des fonds du Conseil des Arts d'Angleterre et créée par elle au Purcell Room du Southbank Centre, à Londres.

#### Asonancias (1982)
Violon seul
Commandé par Sophie Langdon et créé par elle à la Purcell Room de Londres. Diffusé par BBC World Service et BBC Radio 3.

#### Variations Hansen (1999)
Piano seul
Commandé par le département de musique de l'université Tulane et créé là-bas par Daniel Weilbaecher Jr. en 1999.

### Œuvres électroniques

#### Hallucination (1975)
Bande électronique
Créé au Salzburg Seminar for Contemporary American Music en avril 1976.

#### Visions and Dreams (1977-78)
Bande électronique
Créé à l'Université d'Hawaï et joué à l'International Computer Music Conference de Chicago en 1978 et dans diverses universités américaines.

#### Lamento (1979)
Soprano, mezzo-soprano, ténor, basse (tous amplifiés), bande
Créé par Electric Phoenix à St John's Smith Square à Londres en 1979, et joué en Hollande et à l'université de York.

#### Trois pièces pour percussion et électronique (1980)
Percussion, délai de bande
Commandé et créé par James Wood, avec des fonds fournis par l'Eastern Arts Association, au Wells-on-Sea Arts Centre, et joué à nouveau à la Purcell Room, Londres.

### Premières œuvres

#### Five Imagist Songs (1974)
Soprano, clarinette, piano
Créé au Festival Kelso en Écosse par la soprano Sarah Mosely et le clarinettiste Rory Allam, avec la compositrice au piano.

#### Phasing (1975)
Orchestre de chambre, flûte, hautbois, clarinette, basson, cordes divisées
Créé par le Manson Ensemble au RAM. Également joué à la Biennale de Musique de Zagreb et à l'université de Surrey.

## Discographie (sélection)
- Judith Weir : Three Operas - The Consolations of Scholarship, Lontano (Novello Records NVLCD 109)
- British Women Composers : Vol. 1, Lontano (Lorelt LNT 101)
- Eleanor Alberga : British Women Composers: Vol. 2, Lontano Records, 1992
- Poul Ruders : Dramaphonia, Lontano (Da Capo DCCD 9308)
- Ethel Smyth : The Wreckers, BBC Philharmonic/ Huddersfield, Choral Society/Soloists (Conifer Classics CDCF 2501)
- Ethel Smyth : Orchestral Music, BBC Philharmonic/ Soloists (Chandos CHAN 9449)
- John Metcalf : Dance from Kafka's Chimp, Lontano (Lorelt LNT 111)